# Rhododendron iteophyllum
Rhododendron iteophyllum är en ljungväxtart som beskrevs av Hutchinson. Rhododendron iteophyllum ingår i släktet rododendron, och familjen ljungväxter. Inga underarter finns listade i Catalogue of Life.